# Holmsjön, Ånge kommun
Holmsjön är en sjö i Ånge kommun i Medelpad som ingår i Ljungans huvudavrinningsområde. Sjön är 24 meter djup, har en yta på 50,7 kvadratkilometer och befinner sig 244 meter över havet. Sjön avvattnas av vattendraget Ljungan.
Sjön är reglerad genom Östavallselet och dess höjd över havet varierar mellan 240 och 244 meter. Medeldjupet är 7,3 meter och största djup är 24 meter enligt SMHI:s sjöregister. I Holmsjön finns bl.a. abborre, gädda, sik, öring, lake, mört och id. I strömmande delar finns harr. Före regleringen fanns även ål.

## Geografi
Sjön är indelad flera olika delar. Området längst i norr utgör Bysjön, som i sydvästlig riktning övergår i Boviksfjärden. Denna slutar vid Ålnäset där vägbron mellan halvön Holmnäset och byn Krog går. Söder om bron ligger Skärsundsviken med sjöns ostligaste del. I nordost, sydväst om Holmnäset finns Lastarfjärden. I väster, vid byn Kölsillre, mynnar Ljungan ut i sjön. Ljungan fortsätter sin färd mot havet efter att passerat Östavallselet i Skärsundsviken väster om tätorten Östavall. Vattendragen Juån och Kvarnån har också sin mynning i sjön vid byn Rotnäset.

## Delavrinningsområde
Holmsjön ingår i delavrinningsområde (692413-148032) som SMHI kallar för Utloppet av Holmsjön. Medelhöjden är 282 meter över havet och ytan är 149,68 kvadratkilometer. Räknas de 541 avrinningsområdena uppströms in blir den ackumulerade arean 5 300,21 kvadratkilometer. Avrinningsområdets utflöde Ljungan mynnar i havet. Avrinningsområdet består mestadels av skog (56 procent). Avrinningsområdet har 50,82 kvadratkilometer vattenytor vilket ger det en sjöprocent på 33,9 procent.

## Galleri

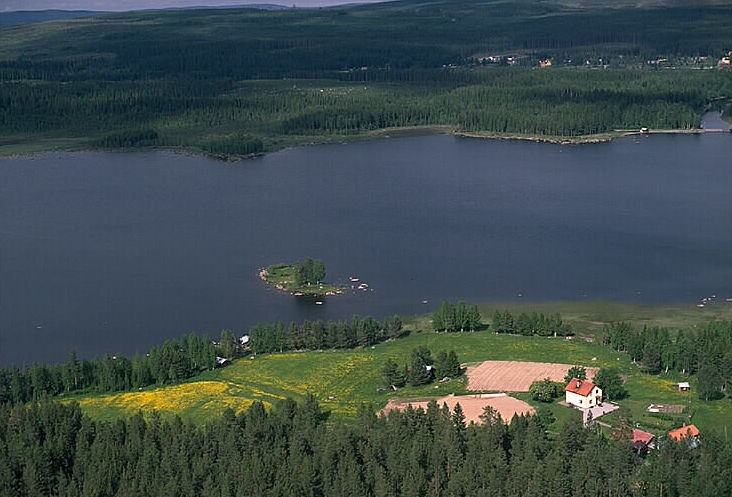
Bonäset och Titsundet i Holmsjön juni 1988.
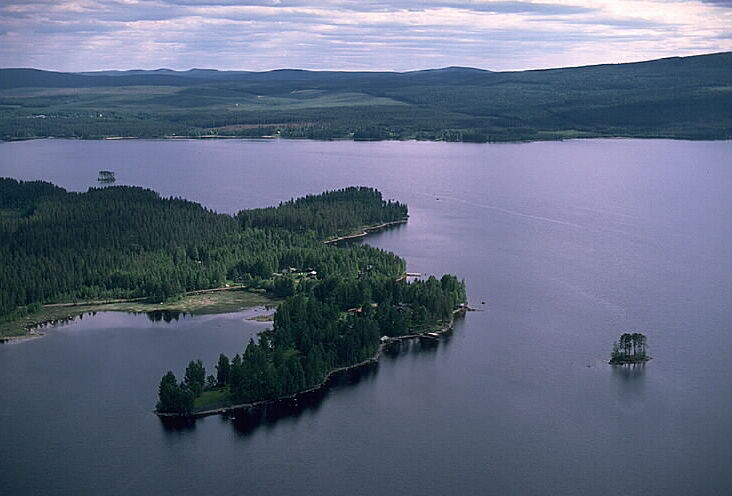
Juånäset juni 1988.
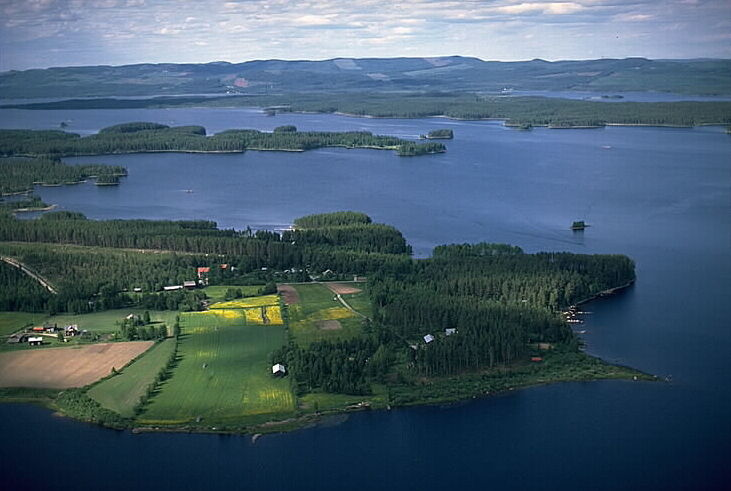
Vassnäs